# Myscelia aracynthia
Myscelia aracynthia är en fjärilsart som beskrevs av Johan Wilhelm Dalman 1823. Myscelia aracynthia ingår i släktet Myscelia och familjen praktfjärilar. Inga underarter finns listade i Catalogue of Life.